# George Forbes (científic)
George Forbes FRS (1849–1936) va ser un enginyer elèctric, astrònom, explorador, autor i inventor escocès. Algunes de les seves importants invencions encara s'utilitzen avui en dia.

## Primers anys
Nascut a Edimburg, Forbes era el segón fill de James David Forbes i Alicia Wauchope. El seu pare seria més tard nomenat director de la Universitat de St Andrews. Forbes va esser educat a l'Acadèmia d'Edinburgh, a la Universitat de St Andrews, al Christ's College i a St Catharine's College, Cambridge.

## Carrera
El 1873 ja era professor de filosofia natural a l'Anderson's University, a Glasgow (actualment la Universitat de Strathclyde). En les seves classes, advocava per l'ús de l'energia elèctrica en el transport, tot i així, la seva recerca en aquells moments se centrava en la velocitat de la llum.
Podria dir-se que el seu treball més important era com a enginyer de control per nombrosos sistemes hidroelèctrics pioners. Des del 1891 fins al 1895, Forbes va treballar com a consultor als sistemes elèctrics de les Cascades del Niàgara. També va aconsellar sobre altres esquemes, a l'Índia (1895), Sud-àfrica (1895), Nova Zelanda (1896) i Egipte (1898).
El 1880 va deixar la seva plaça com a docent a l'Anderson's University per anar a treballar a Londres. Durant les dues dècades següents es va dedicar a l'enginyeria elèctrica. Va redactar informes sobre com s'hauria d'impulsar el sistema ferroviari del sud de Londres, recomanant l'electricitat. Aviat tot el sistema del Metro de Londres seguiria el seu consell. El 1881 va servir com a jurat a l'Paris Exposition Internationale d'Electricite. Conseqüentment, va ser elegit per a la Legió d'Honor.
El 1906 es va construir una casa prop de Pitlochry per a situar-hi la seva biblioteca. La família Forbes estiuejava sovint en aquesta localitat i el seu pare va establir una bona relació d'amistat amb els Butters, els terratinents locals, qui havien llogat inicialment i venut el terreny on Forbes es va construir la casa. Aquesta casa, que ell anomenava la barraca era una gran estructura de fusta amb un observatori al últim pis. Tenia vistes a tota la vall, la qual seria inundada posteriorment per a crear el llac Faskally i l'estructura hidroelèctrica que Forbes havia proposat el 1900. A Pitlochry va recuperar un antic interès, les conferències de David Elder sobre astronomia al Royal Technical College a Glasgow.

## Expedicions i exploracions d'astronomia
Forbes va liderar l'exploració britànica a Hawaii per a observar el trànsit de Venus el 1873. va tornar a Escòcia via Pequín, i Sant Petersburg, creuant el desert de Gobi i la Sibèria el 1875. Als 25 anys va escriure la seva travessia terrestre, viatge que pocs exploradors occidentals havien fet en aquella època, molt menys amb l'escassa edat de 20 anys. Amb els contactes que va fer durant el seu viatge, Forbes va convertir-se en l'únic britànic corresponsal de guerra amb l'exèrcit rus en la Guerra russoturca (1877-1878), escrivint per al Times. Va rebre l'Orde de Sant Jordi de Rússia per la seva feina.
Va escriure i donar conferències sobre astronomia per a audiències professionals i amateurs. Va predir l'existència d'un planeta transneptunians 50 anys abans del descobriment de Plutó.

## Invents
El 1882, Forbes va convertir-se en gerent de la British Electric Light Company, fabricants de filaments de carbó i làmpades d'arc. Va experimentar emprant carbó per als raspalls en els motors elèctrics, en comptes d'utilitzar pneumàtic o gasa i el 1885 va treure la seva patent per a la Miètodes de millora per a establir connexions elèctriques entre superfícies en moviment relatiu aplicable als col·lectors de les màquines dinamo. Això va fer del carbó l'habitual col·lector per a màquines elèctriques rotatòries. La invenció provaria el seu èxit excepcionalment i es troba en ús universal avui en dia. Es podria haver convertit en un home ric amb tals innovacions però va vendre els drets de la seva patent americana a la Westinghouse Electric per 2.000 lliures. No hi ha evidència que rebés regalies britàniques. En l'obituari publicat en l'acta de la societat filosòfica, G L Addenbroke va escriure 'Forbes sempre es va referir al seu treball amb modèstia, però no hi ha cap dubte que, ell va presentar al món la idea de la gran enginyeria i el valor comercial, la importància dels quals no sembla haver captat completament en l'època'.
Passat el canvi de segle, Forbes va canviar cap al treball militar, estudiant tècniques de disparament. Entre el 1903 i el 1906, treballant amb l'Almirallat, va desenvolupar un telèmetre que encara era utilitzat per la Marina al principi de la segona guerra mundial. Durant la primera guerra mundial, va estar involucrat en mètodes de comunicació militar per a submarins.

## Premis, honors i reconeixements
Forbes va ser elegit membre de la Royal Society el 1887. També membre de la Royal Society of Edinburgh, membre de la Royal Astronomical Society i membre de la Vienna Astronomiches Verein. Forbes també va esser elegit membre de la Institution of Electrical Engineers i va rebre el Doctorat honorífic de St Andrews.
La Universitat de Strathclyde va honrar la seva memòria el 1987 anomenant una residència d'estudiants amb el seu nom.

## Últims anys
Forbes mai no es va casar i, en els seus últims anys, es va anar recloent, decebut pel fet que els seus obvis talents no l'hi haguessin proporcionat ni fama ni riquesa. Va viure en una pobresa que es va incrementar amb els anys, encara que el 1928 peticions realitzades pels seus amics van fer que diferents associacions s'encarreguessin del seu benestar. va viure el final dels seus dies a Pitlochry. Puntualment, tanmateix, els seus amics li insistiren que es traslladés més al sud, on podia ser atès amb més facilitat. Va morir en un accident a casa seva a Worthing el 22 d'octubre de 1936.
George Forbes era descrit en els obituaris com un home amb un 'sever codi d'honor', qui 'pensà molt en el seu treball i molt poc en la seva recompensa'. Un amic, l'enginyer Samuel Mavor, era més efusiu: per ell, Forbes ‘Va ser el millor tipus de cavaller escocès, d'aspecte alt i guapo... ell tenia una personalitat singularment atractiva, bon caràcter, brillant intel·lecte i maneres d'un cortesà’.

## Publicacions
Forbes publicà al llarg de la seva vida. Títols inclosos El transit de venus (1874), Conferències sobre Electricitat (1888) i Corrents elèctrics alternant i interrumput (1895). Un cop establert a Pitlochry, la seva producció es va fer més prolífica: Història d'astronomia (1909), Converses d'estrelles a Boy Scouts (1911), David Gill, home i astrònom (1916) i (Gloria i meravella de les estrelles (1926), així com nombroses contribucions en revistes especialitzades van ser totes produïdes durant aquest període.